# Фреснеда-де-ла-Сьєрра-Тірон
Фреснеда-де-ла-Сьєрра-Тірон (ісп. Fresneda de la Sierra Tirón) — муніципалітет в Іспанії, у складі автономної спільноти Кастилія-і-Леон, у провінції Бургос. Населення — 126 осіб (2010).
Муніципалітет розташований на відстані близько 220 км на північ від Мадрида, 45 км на схід від Бургоса.

## Демографія
Динаміка населення (INE ):

## Галерея зображень

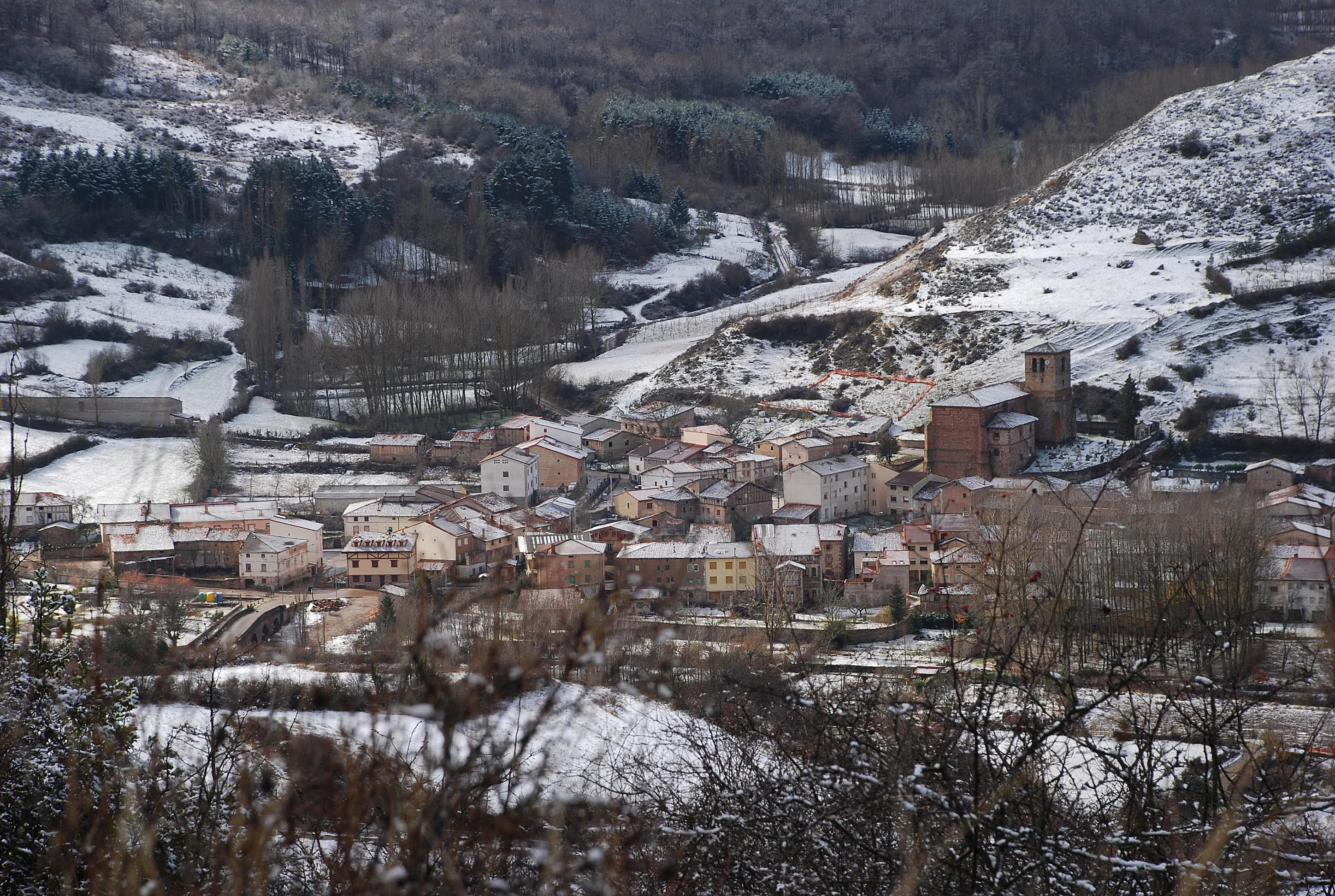
Фреснеда взимку
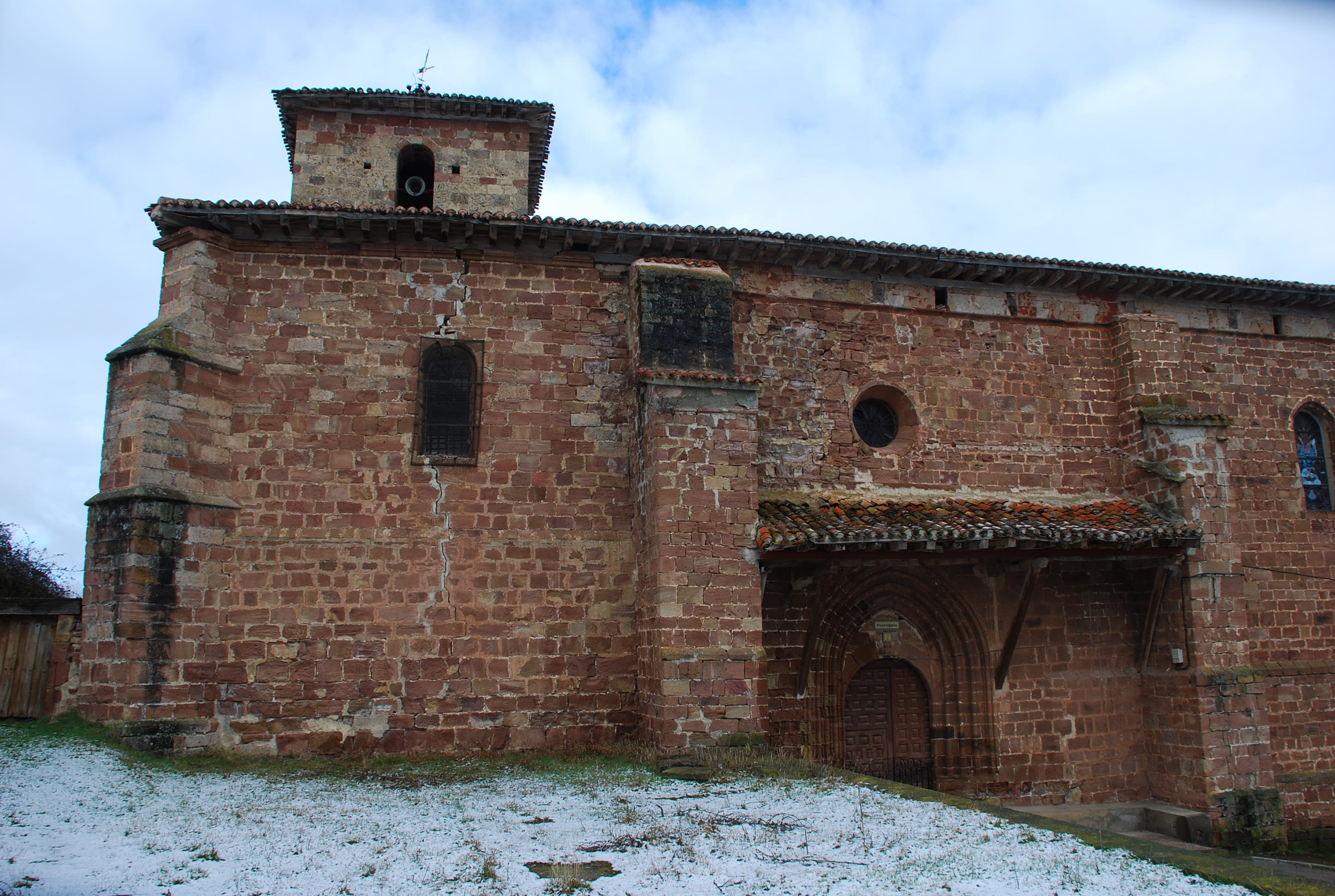
Церква Ла-Асунсьйон